# Jamesburg
Jamesburg ist eine Stadt im Middlesex County, New Jersey, USA. Das U.S. Census Bureau hat bei der Volkszählung 2020 eine Einwohnerzahl von 5.783 ermittelt.

## Geographie
Die geographischen Koordinaten der Stadt sind 40°21'0" nördliche Breite und 74°26'21" westliche Länge.
Nach den Angaben des United States Census Bureau hat die Stadt eine Gesamtfläche von 2,2 km², wobei keine Wasserflächen miteinberechnet sind.

## Demographie
Nach der Volkszählung von 2000 gibt es 6025 Menschen, 2176 Haushalte und 1551 Familien in der Stadt. Die Bevölkerungsdichte beträgt 2769,4 Einwohner pro km². 82,82 % der Bevölkerung sind Weiße, 8,83 % Afroamerikaner, 0,20 % amerikanische Ureinwohner, 2,22 % Asiaten, 0,00 % pazifische Insulaner, 3,80 % anderer Herkunft und 2,12 % Mischlinge. 10,06 % sind Latinos unterschiedlicher Abstammung.
Von den 2176 Haushalten haben 35,4 % Kinder unter 18 Jahre. 54,7 % davon sind verheiratete, zusammenlebende Paare, 12,1 % sind alleinerziehende Mütter, 28,7 % sind keine Familien, 22,4 % bestehen aus Singlehaushalten und in 6,9 % Menschen sind älter als 65. Die Durchschnittshaushaltsgröße beträgt 2,70, die Durchschnittsfamiliengröße 3,18.
24,6 % der Bevölkerung sind unter 18 Jahre alt, 7,5 % zwischen 18 und 24, 35,6 % zwischen 25 und 44, 21,5 % zwischen 45 und 64, 10,7 % älter als 65. Das Durchschnittsalter beträgt 35 Jahre. Das Verhältnis Frauen zu Männer beträgt 100:95,0, für Menschen älter als 18 Jahre beträgt das Verhältnis 100:92,7.
Das jährliche Durchschnittseinkommen der Haushalte beträgt 59.461 USD, das Durchschnittseinkommen der Familien 67.887 USD. Männer haben ein Durchschnittseinkommen von 45.019 USD, Frauen 33.333 USD. Der Prokopfeinkommen der Stadt beträgt 23.325 USD. 3,5 % der Bevölkerung und 3,0 % der Familien leben unterhalb der Armutsgrenze, davon sind 5,1 % Kinder oder Jugendliche jünger als 18 Jahre und 3,9 % der Menschen sind älter als 65.

## Persönlichkeiten
- Thomas S. Timberman (1900–1989), Generalmajor der United States Army